# Ad augusta per angusta

Ad augusta per angusta est une locution latine qui signifie en français « Vers les sommets par des chemins étroits ». Il faut comprendre par cette formule que l'on peut atteindre les résultats les plus éminents par des moyens modestes ou par-delà les difficultés. Elle fut utilisée la première fois par Victor Hugo dans Hernani (1830).
Cette citation constitue une paronomase (« augusta » / « angusta »). Par sa forme et son sens, elle s'apparente à la locution Ad astra per aspera. On la retrouve dans diverses œuvres ainsi que comme devise.

## Littérature
- Dans la pièce de théâtre Hernani (1830) de Victor Hugo, c'est le mot de passe des conjurés (acte IV, scène 3)[1] ;
- Le nom d'une nouvelle du recueil Ab origine fidelis de J. Lasseaux, qui met en scène Iliana Bones, une parodie d'Indiana Jones.
- La locution latine est reprise plusieurs fois dans Les Chimères de Vénus, souvent sous sa forme réduite Ad Augusta mais en lien avec l'un des personnages, Aurélien d'Hormont.

## Jeu vidéo
- La devise en français fait partie des citations et anecdotes historiques s'affichant en bas des pages de chargement de Total War: Rome II. Elle y est présentée comme un proverbe romain ;
- Dans Dead by Daylight, elle fut le nom d'une des trois capacités du personnage de Nea Karlsson[2].

- Dans Kingdom Come Deliverance II, elle apparaît dans la roue de chargement en bas à droite de l’écran. La citation relate les chemins qu’emprunte le héros principal de l’histoire pour atteindre son but. 

## Devise
Ad augusta per angusta constitue la devise : 
- de Francisco Morato, ville de l’État de São Paulo (Brésil) ; Armoiries de la ville de Francisco Morato.

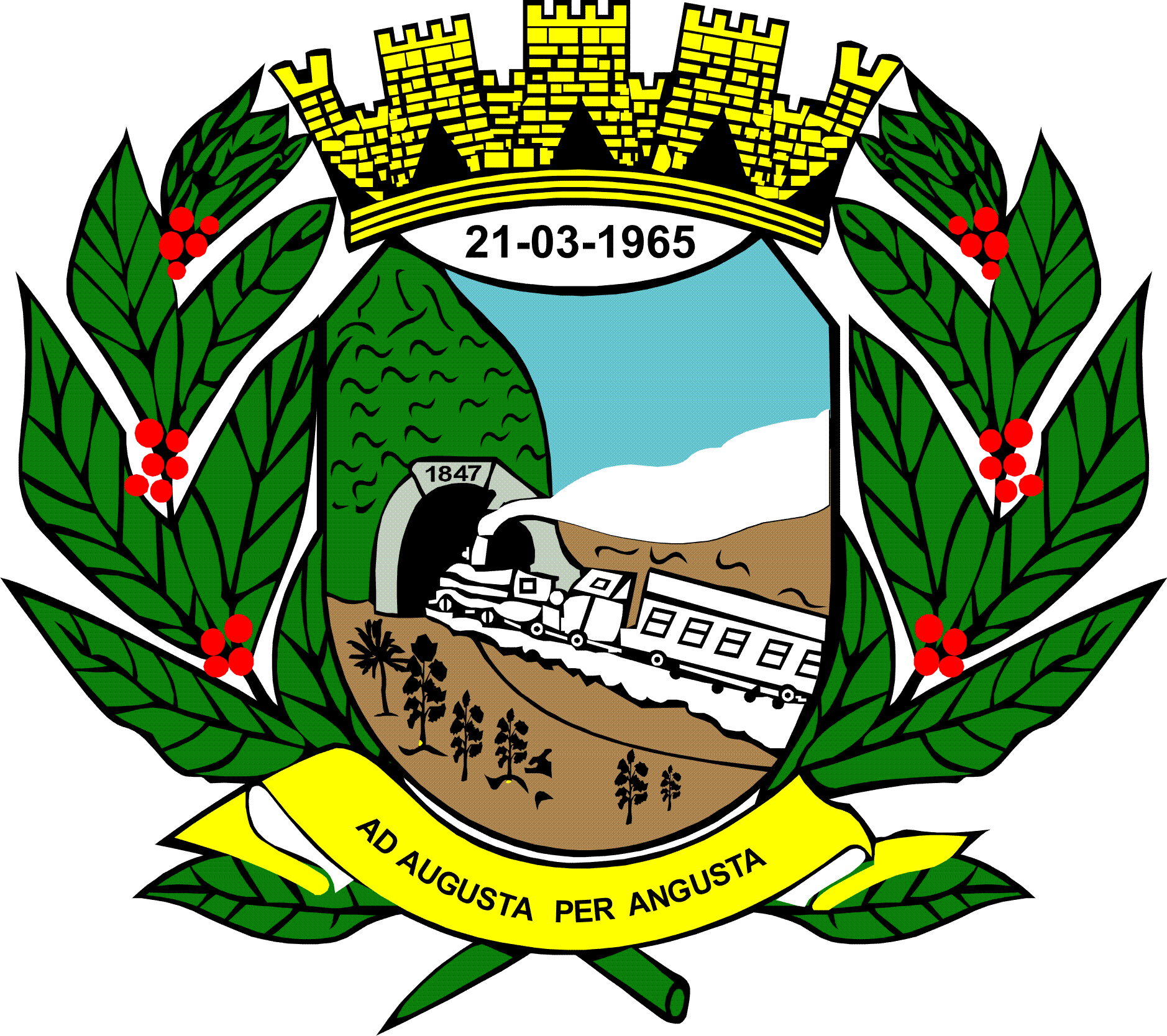
Armoiries de la ville de Francisco Morato.

- d'Irapuato, ville de l’État de Guanajuato (Mexique) ;

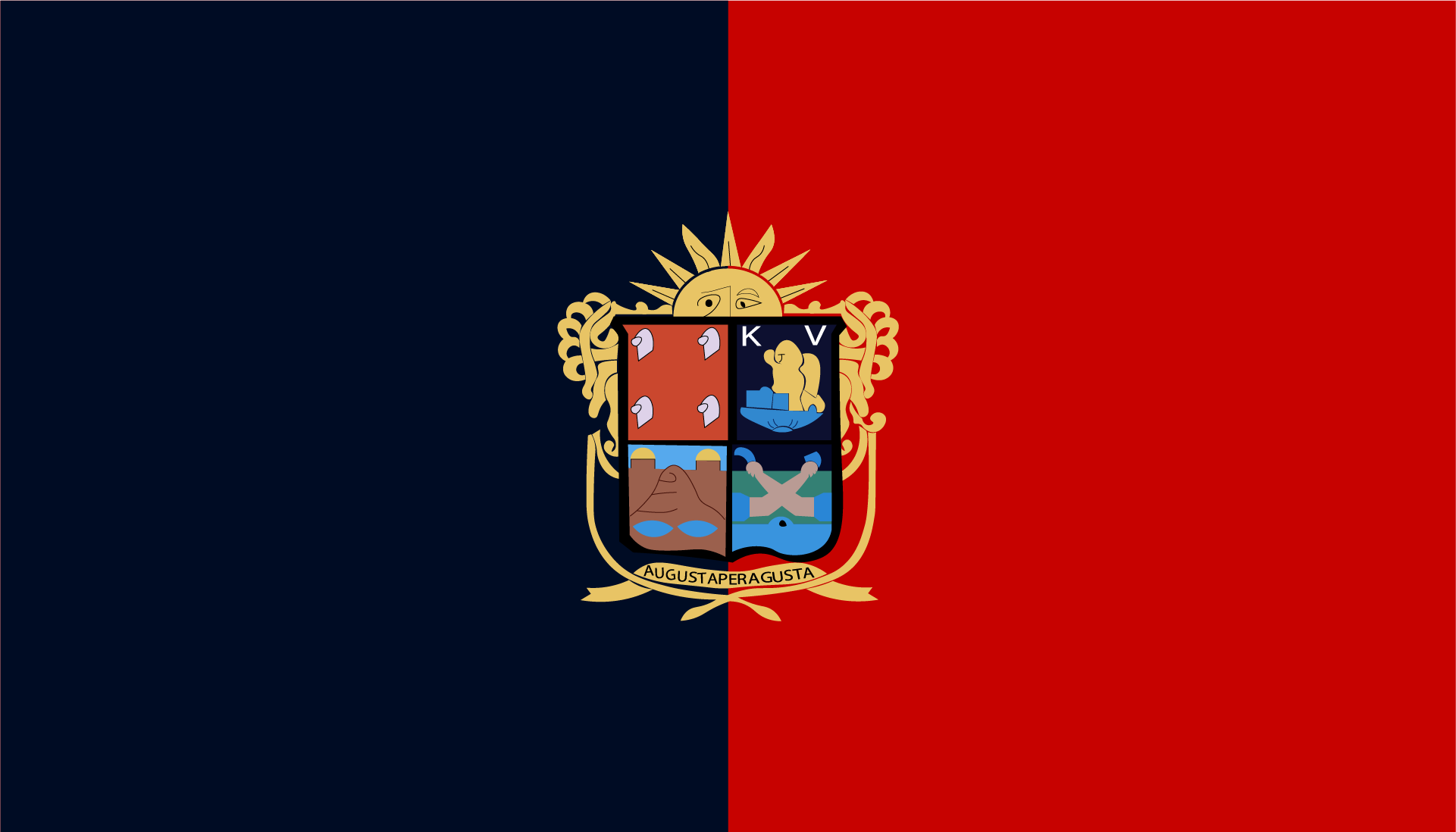
Drapeau de la ville d’Irapuato.

- de Vitry-en-Perthois, commune de la Marne ;
- de l’Université Lakehead située à Thunder Bay et Orillia (Ontario), au Canada ;
- du master Évaluation et Gestion de Projet (EGP) de l'Université Panthéon-Sorbonne ; Logo du master EGP.

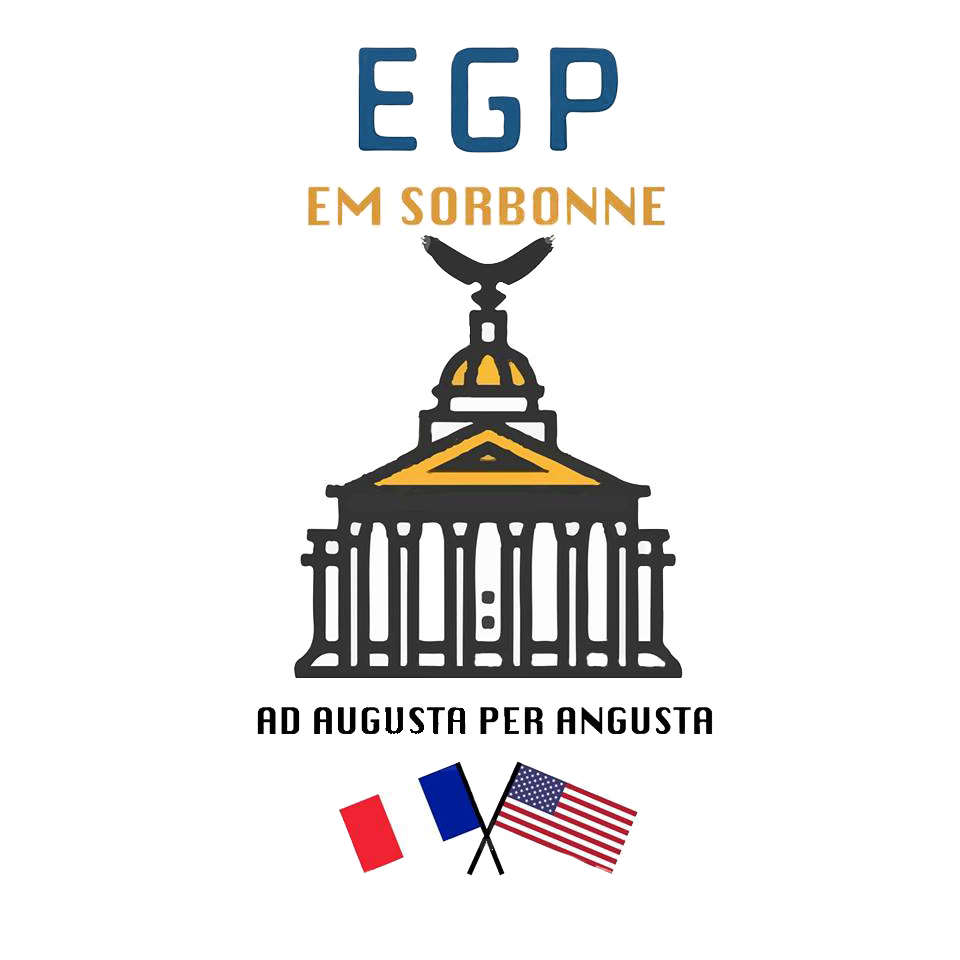
Logo du master EGP.

- du Service de documentation extérieure et de contre-espionnage ;
- de la 8e compagnie du 110e régiment d’infanterie ;
- du patrouilleur La Glorieuse de la Marine nationale française ;
- de la section appui appartenant à la quatrième compagnie de l'unité d'instruction et d'intervention de la Sécurité civile no 7 de Brignoles (Var) ;
- de la compagnie  française de maroquinerie Wagram Leather basée au Canada
- de la frégate F931 Louise-Marie de la Marine de guerre belge.

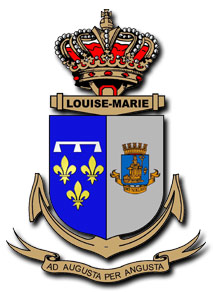
Armoiries de la frégate F931 Louise-Marie.

### Variante
La variante Per angusta ad augusta (« Par des chemins étroits vers les sommets ») est la devise :
- du comté d’Antrim (Irlande du Nord) ;

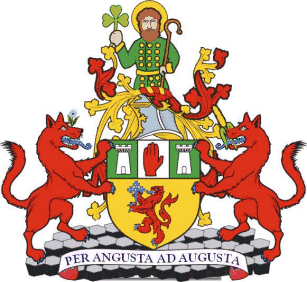
Armoiries du comté d’Antrim.

- de la brigade anti-criminalité d'Évry ;
- de la 12e compagnie de réserve (« les léopards ») du 2e régiment d’infanterie de marine ;
- des FOSIT (Force opérationnelle de surveillance et d'information territoriale) de la Marine nationale française ;
- de l'équipe de football belge de l'A.B.S.S.A Union Saint-Lambières ;
- des Ateliers[réf. nécessaire] de Nîmes.